# Jakob Johansson (entreprenör)
Jakob Gustaf Johansson, född 22 april 1986 i Nässjö, är en svensk idrottare och entreprenör. Johansson blev som 28-åring Sveriges yngsta börs-VD. Han är mest känd för sitt företagande på ön Lombok (Indonesien) tillsammans med svenska skidprofilen Jon Olsson. Projektet, som övervägande handlar om byggnation av lyxbostäder och hotell var redan i uppstarten 2018 värderat till 100 miljoner kronor. 
Jakob Johansson är också en av Sverige mest framgångsrika beachvolleyboll-spelare.